# Leila Sterenberg
Leila Braga Sterenberg (Rio de Janeiro, 17 de setembro de 1971) é uma jornalista brasileira. É formada em Jornalismo pela Universidade Federal do Rio de Janeiro (UFRJ) e tem duas pós-graduações na Fundação Getúlio Vargas: Economia para Jornalistas e um MBA em Relações Internacionais. 

## Carreira
Formada pela Escola de Comunicação da Universidade Federal do Rio de Janeiro (UFRJ) em 1992, fez o Curso Abril de Jornalismo e começou na grande imprensa, em 1993, como repórter da Veja Rio. Em 1995, mudou-se para Nova York, onde tornou-se correspondente do jornal O Globo e colaboradora de revistas como Capricho, Claudia e Showbizz. No ano seguinte, contratada pela americana Bloomberg, foi a primeira brasileira a fazer rádio e TV na companhia.[carece de fontes?]
Depois de dois anos em território americano, voltou à imprensa brasileira, por conta de um novo convite da Veja Rio, para atuar como editora-assistente. Em 1998, tornou-se âncora e editora-chefe da primeira edição do DFTV, jornal local da TV Globo Brasília. Em 2000, voltou ao Rio de Janeiro, transferida para a GloboNews, onde apresentou regularmente o Em Cima da Hora (depois Jornal Globo News). Destacou-se em coberturas ao vivo, como o Sequestro do ônibus 174; o ataque às Torres Gêmeas em setembro de 2001; a invasão do Afeganistão e do Iraque; a prisão de Saddam Hussein; os jogos Panamericanos de 2007; a libertação da senadora colombiana sequestrada pelas Farc Ingrid Betancourt; a primeira posse de Barack Obama; a morte de Michael Jackson; o terremoto no Haiti em 2010; a Primavera Árabe; o julgamento do "Mensalão"; o conclave que escolheu o Papa Francisco; as manifestações em cidades brasileiras em 2013; o rompimento da barragem de Mariana em 2015; as eleições francesas e alemãs em 2017; as tensões na Venezuela em 2018; o início da pandemia de COVID-19 em 2020; no mesmo ano, as eleições americanas; a invasão da Ucrânia em 2022; a morte da Rainha Elizabeth Segunda; e os ataques às sedes dos Três Poderes do Brasil em 2023. Nesta ocasião, a TV Globo e a GloboNews realizaram uma cobertura simultânea: foi a primeira vez que a direção do Grupo Globo reuniu suas duas equipes em uma mesma cobertura jornalística, tendo como apresentadores Poliana Abritta, Erick Bang e Leila Sterenberg, enquanto Fernando Gabeira, Merval Pereira, Valdo Cruz, Natuza Nery, Andreia Sadi, Julia Duailibi, Octavio Guedes, Marcelo Lins, Camila Bonfim e Eliane Cantanhêde compuseram a equipe de comentaristas. Nas coberturas ao vivo, Leila Sterenberg destacou-se pela capacidade de contextualização, mesmo dispondo de poucas informações preliminares sobre o fato em curso, usando para tanto seu próprio repertório e buscando informações em tempo real na internet, ao mesmo tempo em que narrava o que acontecia. No caso de eventos internacionais, chamou a atenção por fazer traduções simultâneas em inglês, francês, espanhol, italiano e alemão. 
Poliglota, falando fluentemente português, inglês, espanhol, francês e alemão, desenvolveu-se como entrevistadora. Inicialmente para o Conta Corrente Especial e para o Almanaque, e em seguida para o Milênio e para o Especial de Domingo, gravou com personalidades internacionais como: Pascal Lamy, então presidente da Organização Mundial do Comércio; o sociólogo francês Alain Touraine; a então ministra francesa Christine Lagarde; o pensador franco-alemão Daniel Cohn-Bendit; o novelista e jurista alemão Bernhard Schlink; os atores Daniel Brühl, Willem Dafoe e Audrey Tautou; o maestro Zubin Mehta; a socióloga americana Saskia Sassen; o historiador Niall Ferguson; os economistas Jim O'Neill e Deirdre McCloskey; o escritor espanhol Fernando Savater; a cantor cubana Omara Portuondo; o filósofo italiano Emanuele Coccia; e o etnógrafo americano Benjamin Teitelbaum - entre muitos outros. Já chegou a fazer uma entrevista até mesmo em russo, idioma que fala de modo incipiente.
Leila Sterenberg fez as séries especiais Alemanha 2006, Futebol e História, sobre o país-sede da Copa do Mundo de 2006; Um Século de Arquitetura, sobre os cem anos de Oscar Niemeyer e as transformações ocorridas no período na arquitetura mundial (2007); Além da Guerra, com sobreviventes do Holocausto (2009); o GloboNews Especial sobre a Marcha da Vida na Polônia (2011); diversos programas e matérias realizados em território alemão para o Ano da Alemanha no Brasil (2013); a grande reportagem Expedição Namíbia, sobre o primeiro genocídio do Século XX (2014); o documentário Cartas da Bessarábia (em exibição no Globoplay, gravado em 2016); as coberturas, na França, da preparação para a COP-21 (2015) e a conferência One Planet Summit (2017); a cobertura das eleições alemães de 2021 (viajando a convite do DAAD, Serviço Alemão de Intercâmbio Acadêmico, como observadora internacional, junto a jornalistas e cientistas políticos de dez países); a viagem ao Japão em 2022, a convite do Ministério dos Negócios Estrangeiros japonês, quando, além de entradas ao vivo sobre o desempenho da seleção japonesa na Copa do Mundo da FIFA de Futebol, fez reportagens para o Especial de Domingo da Globonews e um Cidades e Soluções sobre como o país está enfrentando os desafios das mudanças climáticas e fazendo a transição para uma economia de baixo carbono. Nas viagens mais recentes, atuou sozinha, filmando com o próprio equipamento: câmera, celular, tripé, iluminação e microfone.  
Ainda na trajetória na GloboNews, Leila Sterenberg criou, em 2012, com Geneton Moraes Neto, o bem-sucedido programa Clube dos Correspondentes (exibido até 2018). Foi a repórter pioneira do GloboNews Especial, a entrevistadora do Milênio (junto a Jorge Pontual, Silio Boccanera, Elizabeth Carvalho, Marcelo Lins e Edney Silvestre) e apresentadora do Arquivo N (exibido até 2020). Integrou a equipe do Sem Fronteiras e fez colaborações com o Cidades e Soluções. Em maio de 2022, tornou-se âncora do Especial de Domingo, que abrange as edições noturnas de domingo do Jornal das Dez e do Jornal GloboNews.
No dia 04 de abril, ela deixou o canal após 25 anos, junto a dezenas de profissionais experientes e bem-remunerados, numa demissão em massa sem precedentes na história do Grupo Globo.

## Vida pessoal
Leila Sterenberg é poliglota e fala fluentemente português, inglês, espanhol, francês e alemão. Já chegou fazer uma entrevista em russo. Foi casada com o jornalista Pedro Doria, tendo com ele uma filha, Laura, e por 13 anos com Mario Jorge, pai de sua filha mais nova, Elisa. Mario Jorge faleceu no início de 2022, vítima da COVID-19.
Leila é filha dos arquitetos Max Sterenberg e Cleia Maria Braga de Carvalho.

## Prêmios
Em 2023 foi homenageada pelo projeto Favelivro com inauguração de biblioteca "Leila Sterenberg", na comunidade do Borel, Zona Norte do Rio. 
Dentre os prêmios recebidos, ainda estagiária na revista Via Urbana, foi autora da reportagem vencedora do Prêmio Volvo de Segurança no Trânsito (1992).
No período de atuação em Veja Rio, ganhou duas vezes o prêmio Abril, com reportagens de capa sobre turismo no estado do Rio de Janeiro. 
Na Globo, recebeu o Prêmio Rede Globo de Jornalismo pela cobertura da prisão de Saddam Hussein (2003), pela série Alemanha: Futebol e História (2006), pela cobertura do Mensalão e pela reportagem Expedição Namíbia: o Primeiro Genocídio do Século XX.
Com o documentário Cartas da Bessarábia, foi finalista dos festivais Dances with Films e New York Festivals (2017).
Pelo Sem Fronteiras, realizou a reportagem ganhadora do Prêmio Estácio de melhor reportagem nacional sobre educação em 2019.